# Smedley Butler
Pour les articles homonymes, voir Butler.
Smedley Butler (né le 30 juillet 1881 à West Chester et mort le 21 juin 1940 à Philadelphie) est un général américain du Corps des Marines des États-Unis.
Smedley Butler est né le 30 juillet 1881 à West Chester en Pennsylvanie au sein d'une famille de quakers.
Il meurt le 21 juin 1940 à l'hôpital de Philadelphie d'un cancer.

## Carrière militaire
Smedley Butler exerça sa carrière militaire durant 34 années au sein du corps des Marines américains.
Il commença sa carrière militaire en garnison sur la base militaire américaine de la Baie de Guantánamo à Cuba en 1898. Il fut envoyé ensuite, en 1900, en Chine pour combattre la révolte des Boxers. En 1903, il intervient au Honduras. En 1909 au Nicaragua. Il participe à l'occupation de Veracruz au Mexique en 1914. En 1915, il écrase la rébellion à Haïti avec la prise du Fort Rivière et le massacre des rebelles haïtiens. Il est également envoyé en France pendant la Première Guerre mondiale.
Dans la première moitié des années 1920, il est nommé directeur de sécurité publique de la ville de Philadelphie.
Dans la seconde moitié des années 1920, il participe à une expédition navale en Chine.
En 1930, il était envisagé qu'il devienne Commandant du Corps des Marines, mais la mort de son père, très influent au parlement, et ses critiques envers la politique militaire américaine le font rejeter pour cette nomination.
Il fut de nombreuses fois médaillé pour ses actions militaires dans lesquelles il fut engagé à travers le monde. Il fut décoré notamment de la Medal of Honor par deux fois, la plus haute distinction militaire des États-Unis.

## Le complot contre le Président Franklin Roosevelt
Selon ses dires, Smedley Butler fut désigné en 1933 pour mener une armée de 500 000 hommes et assassiner Franklin Delano Roosevelt afin d’installer une dictature aux États-Unis. Il refusa ce rôle et dénonça le complot au grand jour l'année suivante. Les instigateurs du complot étaient des gens de Wall Street dont la famille DuPont, des magnats de la sidérurgie américaine comme Standard Oil, General Motors, la Chase National Bank, Goodyear, ainsi que Prescott Bush. Malgré sa déposition à la Chambre des représentants, celle-ci refusa de poursuivre les comploteurs. Quant aux medias, en partie propriété des magnats précédant, ils furent partagés sur l'affaire. L'affaire est plus connue sous le terme Business Plot.

## Dénonciation de l'aventurisme américain
En plus de sa carrière militaire, Smedley Butler fut connu pour ses critiques ouvertes contre l'aventurisme militaire des États-Unis, lors de la publication en 1935 de son livre La guerre est un racket (War Is a Racket). Son livre fut l'un des premiers ouvrages décrivant le fonctionnement du complexe militaro-industriel. Lors de sa retraite du service, il est devenu un conférencier très prisé lors des réunions organisées par des vétérans, des pacifistes et des groupes religieux dans les années 1930.
Extraits de son livre :

« J’ai effectué 33 ans et 4 mois de service actif, et durant cette période, j’ai passé la plupart de mon temps en tant que gros bras pour le monde des affaires, pour Wall Street, et pour les banquiers. En bref, j’étais un racketteur, un gangster au service du capitalisme. J’ai aidé à sécuriser le Mexique, plus particulièrement la ville de Tampico, au profit des groupes pétroliers américains en 1914. J’ai aidé à faire de Haïti et de Cuba un endroit convenable pour que les hommes de la National City Bank puissent y faire des profits. J’ai aidé au viol d’une demi-douzaine de républiques d’Amérique centrale au bénéfice de Wall Street. J’ai aidé à purifier le Nicaragua au profit de la banque américaine Brown Brothers de 1902 à 1912. J’ai apporté la lumière en République dominicaine au profit des entreprises sucrières américaines en 1916. J’ai livré le Honduras aux entreprises fruitières américaines en 1903. En Chine, en 1927, j’ai aidé à ce que l’entreprise Standard Oil fasse ses affaires en paix. »

« Quand je repense à tout ça, je pourrais donner à Al Capone quelques conseils. Le mieux qu’Al Capone pouvait faire, c’était de racketter trois quartiers. Moi, j’agissais sur trois continents. »

## Décorations
- Medal of Honor
- Médaille interalliée 1914-1918
- Commandeur de l'Étoile noire

## Hommages
Un navire de l'US Navy porta son nom, il s'agit du destroyer USS Butler en service de 1942 à 1948.